# Colobothea centralis
Colobothea centralis là một loài bọ cánh cứng trong họ Cerambycidae.